# Купа
Ку́па — це невідома кількість об'єктів, що знаходяться в гравітаційному полі, спирається на опору достатньою площею та має форму, наближену до конічної.
Термін часто використовується для позначення певної маси сипкого матеріалу, яка зберігається насипом — терикон, штабель тощо.

## Сучасне використання
Слово купа використовується до сукупності будь-чого, або будь-кого, що виділено за допомогою певного критерію. Наприклад, купа грошей — певна кількість грошей, велика по відношенню до кількості грошей, яку, як правило, має особа, що промовляє даний вираз.